# Criocarcinus superciliosus
Criocarcinus superciliosus is een krabbensoort uit de familie Epialtidae. De wetenschappelijke naam werd gepubliceerd in 1767 door Carl Linnaeus.